# Клімат Сімферополя
Клімат напівсухий, теплий, з м'якою зимою. Звичайна температура січня +0,4 °C, липня +23,3 °C. Опадів 509 мм в рік, кількість годин сонячного сяйва 2469 на рік. Зима триває переривчасто (з 29 грудня по 25 лютого). На вегетаційний період припадає 270 мм опадів.
Літо тепле та малохмарне, зими довгі, морозні, снігові, вітряні та місцями хмарні. Протягом року температура зазвичай коливається від -6 °C до 30 °C і рідко буває нижче -14 °C або вище 36 °C.
Спекотний сезон триває 3,2 місяці, з 1 червня до 8 вересня, з максимальною середньодобовою температурою вище 24 °C. Найспекотніший місяць року в Сімферополь — липень, із середнім температурним максимумом 29 °C і мінімумом 15 °C.
Холодний сезон триває 3,7 місяця, з 23 листопада до 13 березня, з мінімальною середньодобовою температурою нижче 8 °C. Найхолодніший місяць року в Сімферополь — січень, із середнім температурним максимумом -5 °C і мінімумом 2 °C.

## Хмарність
Середній відсоток неба, вкритого хмарами, зазнає екстремальних сезонних коливань протягом року.
Ясна частина року починається приблизно 28 травня і триває 4,1 місяця, закінчуючись приблизно 1 жовтня.
Найяскравіший місяць року — липень, під час якого небо в середньому ясне, переважно ясне або має мінливу хмарність 86 % часу.
Більше хмарна частина року починається приблизно 1 жовтня і триває 7,9 місяця, закінчуючись приблизно 28 травня.
Найпохмуріший місяць року — грудень, під час якого небо в середньому похмуре або переважно обласне 63 % часу.

## Опади
Місто не зазнає значних сезонних коливань у частоті вологих днів (тобто днів, коли випадає понад 1 міліметр рідких опадів чи опадів у рідкому еквіваленті). Частота коливається від 10 % до 20 % із середнім значенням 16 %.

Серед вологих днів ми розрізняємо ті, в які буває лише дощ, тільки сніг, або те й інше. Місяць із максимальною кількістю днів, коли випадає лише дощ — червень із середньою кількістю у 5,5 дня. Виходячи з цієї класифікації, найбільш поширена форма опадів протягом року — це лише дощ, при цьому максимальна ймовірність у 19 % спостерігається 8 червня.
| Клімат Сімферополь (1981-2010)                                           | Клімат Сімферополь (1981-2010) | Клімат Сімферополь (1981-2010) | Клімат Сімферополь (1981-2010) | Клімат Сімферополь (1981-2010) | Клімат Сімферополь (1981-2010) | Клімат Сімферополь (1981-2010) | Клімат Сімферополь (1981-2010) | Клімат Сімферополь (1981-2010) | Клімат Сімферополь (1981-2010) | Клімат Сімферополь (1981-2010) | Клімат Сімферополь (1981-2010) | Клімат Сімферополь (1981-2010) | Клімат Сімферополь (1981-2010) |
| Показник                                                                 | Січ.                           | Лют.                           | Бер.                           | Квіт.                          | Трав.                          | Черв.                          | Лип.                           | Серп.                          | Вер.                           | Жовт.                          | Лист.                          | Груд.                          | Рік                            |
| Абсолютний максимум, °C                                                  | 20,4                           | 21,9                           | 28,7                           | 31,5                           | 34,2                           | 37,7                           | 39,3                           | 39,5                           | 37,2                           | 33,3                           | 28,0                           | 25,4                           | 39,5                           |
| Середній максимум, °C                                                    | 3,9                            | 4,7                            | 9,1                            | 15,9                           | 21,4                           | 25,7                           | 28,9                           | 28,7                           | 23,1                           | 17,0                           | 10,4                           | 5,6                            | 16,2                           |
| Середня температура, °C                                                  | 0,2                            | 0,4                            | 3,9                            | 9,9                            | 15,1                           | 19,5                           | 22,3                           | 22,0                           | 16,9                           | 11,3                           | 5,8                            | 2,0                            | 10,8                           |
| Середній мінімум, °C                                                     | −2,9                           | −3,2                           | −0,3                           | 4,8                            | 9,5                            | 13,9                           | 16,5                           | 16,1                           | 11,2                           | 6,8                            | 2,2                            | −1,1                           | 6,2                            |
| Абсолютний мінімум, °C                                                   | −26                            | −30,3                          | −18,4                          | −11,1                          | −8,4                           | 0,7                            | 3,6                            | 3,8                            | −5,1                           | −11,4                          | −21,7                          | −23,2                          | −30,3                          |
| Середня кількість сонячних годин на місяць                               | 86,8                           | 101,7                          | 164,3                          | 210,0                          | 282,1                          | 315,0                          | 341,0                          | 316,2                          | 261,0                          | 204,6                          | 114,0                          | 74,4                           | 2469                           |
| Норма опадів, мм                                                         | 39                             | 36                             | 37                             | 34                             | 34                             | 58                             | 47                             | 52                             | 42                             | 42                             | 49                             | 45                             | 515                            |
| Днів з дощем                                                             | 12                             | 11                             | 11                             | 11                             | 10                             | 11                             | 8                              | 7                              | 10                             | 11                             | 13                             | 14                             | 129                            |
| Днів зі снігом                                                           | 11                             | 11                             | 7                              | 1                              | 0                              | 0                              | 0                              | 0                              | 0                              | 1                              | 4                              | 9                              | 44                             |
| Вологість повітря, %                                                     | 85                             | 81                             | 76                             | 69                             | 68                             | 67                             | 63                             | 63                             | 69                             | 76                             | 82                             | 84                             | 74                             |
| ------------------------------------------------------------------------ | ------------------------------ | ------------------------------ | ------------------------------ | ------------------------------ | ------------------------------ | ------------------------------ | ------------------------------ | ------------------------------ | ------------------------------ | ------------------------------ | ------------------------------ | ------------------------------ | ------------------------------ |
| Джерело: Pogoda.ru.net, Hong Kong Observatory for data of sunshine hours |                                |                                |                                |                                |                                |                                |                                |                                |                                |                                |                                |                                |                                |